# Арвеако (Бреша)
Арвеако је насеље у Италији у округу Бреша, региону Ломбардија.
Према процени из 2011. у насељу је живело 291 становника. Насеље се налази на надморској висини од 801 м.